# Гвардійська селищна рада (Новомосковський район)
Гварді́йська се́лищна ра́да — адміністративно-територіальна одиниця та орган місцевого самоврядування в Новомосковському районі Дніпропетровської області. Адміністративний центр — селище міського типу Гвардійське.

## Загальні відомості
- Населення ради: 6 058 осіб (станом на 1 січня 2013 року)

## Населені пункти
Селищній раді підпорядковані населені пункти:
- смт Гвардійське

## Склад ради
Рада складається з 30 депутатів та голови.
- Голова ради: Жилінський Володимир Станіславович
- Секретар ради: Бондаренко Любов Вікторівна

### Керівний склад попередніх скликань
| Прізвище, ім'я, по батькові        | Основні відомості                                                                             | Дата обрання | Дата звільнення |
| ---------------------------------- | --------------------------------------------------------------------------------------------- | ------------ | --------------- |
| Жилінський Володимир Станіславович | Селищний голова, 1957 року народження, освіта вища, член Всеукраїнського об'єднання «Громада» | 26.03.2006   | 31.10.2010      |
| Жилінський Володимир Станіславович | Селищний голова, 1957 року народження, освіта вища, член Партії регіонів                      | 31.10.2010   |                 |

Примітка: таблиця складена за даними сайту Верховної Ради України

### Депутати
За результатами місцевих виборів 2010 року депутатами ради стали:

#### За суб'єктами висування
| Суб'єкт висування | Кількість обраних депутатів | %    |
| ----------------- | --------------------------- | ---- |
| Самовисування     | 20                          | 66,7 |
| Партія регіонів   | 10                          | 33,3 |

#### За округами
| № округу        | Прізвище, ім'я, по батькові     | Дата визнання обраним | Освіта             | Партійна приналежність                                      | Відомості про обраного депутата                                          |
| --------------- | ------------------------------- | --------------------- | ------------------ | ----------------------------------------------------------- | ------------------------------------------------------------------------ |
| Партія регіонів |                                 |                       |                    |                                                             |                                                                          |
| 1               | Межлумянц Сергій Борисович      | 03.11.2010            | вища               | член Партії регіонів                                        | пенсіонер                                                                |
| 2               | Чупла Світлана Марківна         | 03.11.2010            | вища               | член Партії регіонів                                        | Гвардійська загальноосвітня школа, заступник директора з виховної роботи |
| 4               | Бондаренко Любов Вікторівна     | 03.11.2010            | вища               | позапартійна                                                | Гвардійська селищна рада, секретар виконкому                             |
| 6               | Сорокіна Галина Федорівна       | 03.11.2010            | середня            | позапартійна                                                | гарнізонний будинок офіцерів, керівник гуртка                            |
| 10              | Гаврюшина Катерина Яківна       | 03.11.2010            | середня            | позапартійна                                                | комунальне підприємство Гвардійський ринок, охоронець-контролер          |
| 11              | Кочева Лілія Дмитрівна          | 03.11.2010            | середня спеціальна | член Партії регіонів                                        | приватний підприємець                                                    |
| 14              | Борисенко Олександр Вікторович  | 03.11.2010            | вища               | член Партії регіонів                                        | пенсіонер                                                                |
| 17              | Гук Ірина Миколаївна            | 03.11.2010            | вища               | член Партії регіонів                                        | Гвардійський дитячий садок, завідувач                                    |
| 26              | Бойко Валерій Євгенович         | 03.11.2010            | вища               | член Партії регіонів                                        | Новомосковський військовий лісгосп, комірник                             |
| 27              | Невмержицький Микола Степанович | 03.11.2010            | середня            | член Партії регіонів                                        | пенсіонер                                                                |
| Самовисування   |                                 |                       |                    |                                                             |                                                                          |
| 3               | Антонян Антон Рубенович         | 03.11.2010            | середня            | позапартійний                                               | пенсіонер                                                                |
| 5               | Романюк Юрій Євгенович          | 03.11.2010            | середня            | позапартійний                                               | військова частина А1302, старшина підрозділу                             |
| 7               | Костенко Ірина Анатоліївна      | 03.11.2010            | вища               | позапартійна                                                | Гвардійська загальноосвітня школа, вчитель                               |
| 8               | Циганкова Лариса Миколаївна     | 03.11.2010            | середня            | позапартійна                                                | приватний підприємець                                                    |
| 9               | Лобанова Наталія Федорівна      | 03.11.2010            | вища               | позапартійна                                                | військова частина А1126, лінійний наглядач                               |
| 12              | Гельмель Андрій Васильович      | 03.11.2010            | вища               | позапартійний                                               | приватний підприємець                                                    |
| 13              | Мітренко Людмила Іванівна       | 03.11.2010            | середня            | позапартійна                                                | приватний підприємець                                                    |
| 15              | Хабібулін Рафаель Фарітович     | 03.11.2010            | вища               | позапартійний                                               | військова частина А1214, старший офіцер розвідувального відділення       |
| 16              | Насанович Наталія Генадіївна    | 03.11.2010            | вища               | позапартійна                                                | Гвардійський дитячий садок, вихователь                                   |
| 18              | Гула Олена Юріївна              | 03.11.2010            | вища               | позапартійна                                                | приватний підприємець                                                    |
| 19              | Книшова Ольга Олексіївна        | 03.11.2010            | середня            | член Політичної партії Всеукраїнського об'єднання «Громада» | Державне підприємство «Укрпошта», листоноша                              |
| 20              | Зотов Віктор Олексійович        | 03.11.2010            | вища               | позапартійний                                               | пенсіонер                                                                |
| 21              | Єфімов Владислав Миколайович    | 03.11.2010            | вища               | член Комуністичної партії України                           | пенсіонер                                                                |
| 22              | Журавський Петро Михайлович     | 03.11.2010            | середня            | позапартійний                                               | пенсіонер                                                                |
| 23              | Фокіна Тетяна Василівна         | 03.11.2010            | середня            | позапартійна                                                | пенсіонер                                                                |
| 24              | Соболь Анатолій Васильович      | 28.12.2010            | вища               | член Партії регіонів                                        | приватний підприємець                                                    |
| 25              | Стіжко Наталія Василівна        | 03.11.2010            | вища               | член Партії регіонів                                        | Гвардійська загальноосвітня школа, вчитель                               |
| 28              | Боровий Василь Федорович        | 03.11.2010            | середня            | позапартійний                                               | пенсіонер                                                                |
| 29              | Кравченко Людмила Василівна     | 03.11.2010            | середня            | позапартійна                                                | Новомосковська ЦРЛ, акушерка                                             |
| 30              | Квітка Наталія Іванівна         | 03.11.2010            | вища               | позапартійна                                                | Новомосковський дитячий садок № 14, вихователь-методист                  |